# Григорьев, Николай Данилович
Никола́й Дани́лович Григо́рьев (р. 1939) — советский и российский театральный актёр и педагог. Народный артист РСФСР (1990). Лауреат Государственной премии РСФСР им. К. С. Станиславского (1971).

## Биография
Родился 25 апреля 1939 года в деревне Синьялы, Цивильский район, Чувашия. В 1961 году, по окончании Чувашской студии ГИТИСа, дебютировал на сцене Чувашского ГАДТ имени К. В. Иванова в студийном спектакле «Ромеопа Джульетта» (Ромео и Джульетта) У. Шекспира (Ромео). Работал актёром по 2002 год; в 1969—1989 годы одновременно — директор Чувашского драматического театра.
С 2002 года — заведующий кафедрой актёрского искусства Чувашского государственного института культуры и искусств.

## Семья
Жена — Нина Ильинична Григорьева (1938—2025), актриса. Народная артистка РСФСР.

## Творчество
Проявил себя в разноплановых ролях — комедийных, драматических, героико-романтических, трагических. Обладает яркой сценичностью, владеет искусством перевоплощения. В числе сыгранных ролей:
- В. И. Ленин — «Хумсем çырана çапаççĕ» (Волны бьют о берег) и «Çиçĕм хыççăн аслати» (После молнии — гром) Н. Т. Терентьева
- Юхван — «Çĕрпе хĕр» (Земля и девушка) Н. Т. Терентьева
- Телей — «Телейпе Илем» (Счастье и Красота) И. А. Петровой
- Иван — «Юратупа кавăн» (Любовь и тыква) И. Ф. Стаднюка
- Черкун — «Аркатакансем» (Варвары) М. Горького
- Землемер — «Хура çăкăр» (Чёрный хлеб, по одноимённому роману Н. Ф. Ильбекова)
- Сатин — «Хĕвелсĕр» (На дне) М. Горького
- Тябук — «Тутимĕр» (Тудимер) Я. Г. Ухсая
- Айтар — «Айтар» П. Н. Осипова
- Фальстаф — «Ашкăнчăк инкесем» (Виндзорские проказницы) У. Шекспира
- Председатель колхоза — «Чуна кивçен илеймĕн» (Деньги для Марии, по одноимённой повести В. Г. Распутина).

## Награды и почётные звания
- Премия Комсомола Чувашии имени М. Сеспеля (1970)
- Государственная премия РСФСР имени К. С. Станиславского (1971) — за исполнение роли Володи Ульянова — за в спектакле «Волны бьют о берег» Н. Т. Терентьева, поставленный на сцене Чувашского ГАДТ имени К. В. Иванова
- народный артист Чувашской АССР (1980)
- заслуженный артист РСФСР (1982)
- народный артист РСФСР (1990)[2][3]
- медаль ордена «За заслуги перед Чувашской Республикой» (17.7.2014)[5]
- Почётный гражданин Цивильского района[2][3].